# Appunti sulla felicità
Appunti sulla felicità è il terzo album di Jacopo Ratini, pubblicato il 9 novembre 2018.
Si compone di undici canzoni, e ne sono stati estratti 8 singoli.
Un album intenso, intimo in cui le abilità di scrittura del cantautore romano si mescolano in maniera fluida ed efficace con una personale sonorità pop.
Una raccolta di appunti e di storie vissute in prima persona da attore e spettatore. Un diario composto da undici canzoni che analizzano e raccontano la vita nelle sue più profonde ed intime sfaccettature: le modalità comunicative all'interno dei rapporti interpersonali, il valore dei silenzi e delle coincidenze casuali e causali, l'azione come motore di ogni forma di cambiamento, l'amore affrontato da più angolazioni e punti di vista, il riscatto personale, l'accettazione della morte. 

## Tracce
1. Cose che a parole non so dire – 3:35 (Ratini)
2. Il colore delle idee – 3:30 (Ratini)
3. Quando meno te l'aspetti – 3:28 (Ratini)
4. Appunti sulla felicità – 3:46 (Ratini)
5. Parlo all'infinito – 3:30 (Ratini)
6. Imparo ad essere aria – 4:02 (Ratini)
7. Ti ho vista sorridere ancora – 3:18 (Ratini)
8. Arriverà il momento – 3:42 (Ratini)
9. L'amore che sfonda – 3:29 (Ratini)
10. Sopra un foglio di giornale – 3:28 (Ratini)
11. Ti chiamerò casa – 3:52 (Ratini)

Durata totale: 39:40

## Formazione
- Jacopo Ratini – voce
- Luca Bellanova – tastiere, drum programming
- Jacopo Mariotti – chitarre
- Gerlando Accurso – basso
- Matteo Di Francesco – batteria (Imparo ad essere aria - L'amore che sfonda)
- Andrea Libero Cito – violino (Ti chiamerò casa)
- Alberto Lombardi – chitarre (Parlo all'infinito)

Produzione
- Produzione artistica e arrangiamenti album: Jacopo Ratini, Luca Bellanova, Jacopo Mariotti
- Produzione esecutiva: Jacopo Ratini
- Mix: Francesco Lo Cascio
- Mastering: Fabrizio de Carolis
- Artwork: Cinzia Franceschini e Paolo Peverini
- Fotografia: Laura Sbarbori
- Produzione artistica singoli: Jacopo Ratini e Nicco Verrienti (Il colore delle idee - Parlo all'infinito) • Jacopo Ratini e Alberto Lombardi (Sopra un foglio di giornale)